# Entente sportive de Tighennif

L'Entente Sportive de Tighennif (àrab: الوفاق الرياضي تيغنيف, al-Wifāq ar-Riyāḍī Tīḡinīf), també conegut com a EST, Wifaq o Entente, és un club de futbol algerià amb seu a Tighennif. L'equip va ser fundat l'any 1995. El club juga a l'estadi Hassaine Zarkouk Lakhal de la ciutat. L'estadi té una capacitat d'uns 6.000 aficionats, el nom curt de l'equip és EST.